# Juan Gareda
Juan Gareda (Madrid, 5 giugno 1995) è un attore e musicista spagnolo, noto per aver interpretato il ruolo di Samuel Alday Roncero nella soap Una vita (Acacias 38).

## Biografia
Juan Gareda è nato il 5 giugno 1995 a Madrid (Spagna), e oltre alla recitazione si occupa anche di musica e di teatro.

## Carriera
Juan Gareda all'età di quattordici anni ha iniziato a dare lezioni di pianoforte, poi ha deciso di laurearsi in arti plastiche. Nel 2016 ha fatto la sua prima apparizione come attore nella miniserie Loop. Nello stesso anno ha preso parte al cast della serie Centro médico. Dal 2017 al 2019 è stato scelto per interpretare il ruolo di Samuel Alday Roncero nella soap opera in onda su La 1 Una vita (Acacias 38) e dove ha recitato insieme ad attori come Montserrat Alcoverro, Carlos Olalla, Elena González, Rubén de Eguia, Alba Gutiérrez, Dani Tatay, Marc Parejo, Inés Aldea e Clara Garrido.
Nel 2019 ha recitato insieme agli attori Antonella Mastrapasqua e Sara Saché nell'opera teatrale La mala herencia di Alberto de Casso e diretta da Laura Garmo. Nel 2020 ha interpretato il ruolo di Sancho Garcés nella serie El Cid. L'anno successivo, nel 2021, ha recitato insieme agli attori Óscar Hernández e Laura Varela nell'opera teatrale Caos diretta da Daniel Huarte. Nel 2022 ha recitato nel cortometraggio Cielo Abierto diretto da Juan David Barragán.

## Filmografia

### Televisione
- Loop – miniserie TV (2016)
- Centro médico – serie TV (2016)
- Una vita (Acacias 38) – soap opera, 440 episodi (2017-2019)
- El Cid – serie TV (2020)

### Cortometraggi
- Cielo Abierto, regia di Juan David Barragán (2022)

## Teatro
- La mala herencia di Alberto de Casso, diretto da Laura Garmo (2019)
- Caos, diretto da Daniel Huarte (2021)

## Doppiatori italiani
Nelle versioni in italiano dei suoi film e delle sue serie TV, Juan Gareda è stato doppiato da:
- Jacopo Calatroni[20] in Una vita[21]